# Pandanus mindanaensis
Pandanus mindanaensis är en enhjärtbladig växtart som beskrevs av Ugolino Martelli. Pandanus mindanaensis ingår i släktet Pandanus och familjen Pandanaceae. Inga underarter finns listade.